# Regeringen Gerhardsen IV
Regeringen Gerhardsen IV var en norsk regering som tillträdde 25 september 1963 och satt till 12 oktober 1965. Statsminister var Einar Gerhardsen och utrikesminister var Halvard Lange.